# نيكوليتا براشي
نيكوليتا براشي (بالإيطالية: Nicoletta Braschi) (و. 1960 – م) هي ممثلة، ومنتجة أفلام من إيطاليا . ولدت في تشيزينا .

## روابط خارجية
- نيكوليتا براشي على موقع IMDb (الإنجليزية)
- نيكوليتا براشي على موقع ميتاكريتيك (الإنجليزية)
- نيكوليتا براشي على موقع روتن توميتوز (الإنجليزية)
- نيكوليتا براشي على موقع قاعدة بيانات الأفلام العربية
- نيكوليتا براشي على موقع ألو سيني (الفرنسية)
- نيكوليتا براشي على موقع تيرنر كلاسيك موفيز (الإنجليزية)
- نيكوليتا براشي على موقع أول موفي (الإنجليزية)
- نيكوليتا براشي على موقع قاعدة بيانات الأفلام السويدية (السويدية)
- نيكوليتا براشي على موقع قاعدة بيانات الفيلم (الإنجليزية)
- نيكوليتا براشي على موقع كينوبويسك (الروسية)